# Модератор дискуссий
Модератор дискуссии или модератор дебатов — лицо, чья роль заключается в том, чтобы действовать как нейтральный участник дебатов или обсуждения, ограничивать участников по времени и пытаться удержать их от отклонений от темы вопросов, поднимаемых в дебатах. Иногда модераторы могут задавать вопросы, предназначенные для того, чтобы участники дебатов могли полностью развить свои аргументы, чтобы обеспечить темп дебатов.
В панельных дискуссиях, обычно проводимых на научных конференциях, модератор обычно представляет участников и задает вопросы аудитории. На теле- и радиопередачах модератор часто принимает звонки от людей, придерживающихся разных взглядов, и использует эти звонки в качестве отправной точки, чтобы задать вопросы гостям шоу. Возможно, наиболее заметная роль модераторов приходится на политические дебаты, которые стали обычным явлением в ходе избирательных кампаний. Модератор может иметь полный контроль над тем, какие вопросы задавать, или может действовать как фильтр, выбирая вопросы из аудитории.

## История
Роль модератора дискуссии стала значительной в 1780 году, когда «Ярость к публичным дебатам» привела к тому, что ряд различных организаций рекламировали и проводили дебаты с участием от 650 до 1200 человек. Вопрос для обсуждения вносил председатель или модератор, который затем регулировал обсуждение. Выступающим давали определённое количество времени для аргументации своей точки зрения, а в конце дебатов проводилось голосование для принятия решения или отложения вопроса для дальнейшего обсуждения. Выступающим не разрешалось клеветать или оскорблять других выступающих или отклоняться от обсуждаемой темы, что свидетельствовало о ценности вежливости.
В эпоху телевидения модераторами политических дебатов обычно становятся журналисты либо индивидуально, либо в составе группы.